# Biérologie

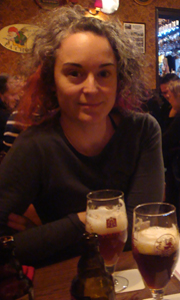
Mirella Amato, zythologue canadienne.

La biérologie (néologisme inventé par le comédien belge Ronny Coutteure) ou zythologie (mot composé des mots grecs ζῦθος, zythos (bière) et λόγος logos (étude, discours)) est la discipline qui se consacre à l'étude de la bière, du brassage et des brasseries, tant au point de vue historique, que technique ou gustatif.
Un biérologue — ou zythologue  — est un connaisseur de la bière et de sa dégustation ; comme un sommelier, il est capable de proposer des accords bières et mets et d'animer des ateliers de dégustation. 
Similaire à un œnologue, il maîtrise les étapes du brassage de la bière et est en mesure de conseiller les brasseries sur leurs bières. 
C'est un expert de l'analyse sensorielle et il est capable de rédiger des fiches de dégustation détaillée des produits qu'il déguste.
Il est également formé à reconnaitre les défauts présents dans la bière. 
En Belgique, le titre de « zythologue » est protégé par un accès à la profession en Flandre alors qu'il ne l'est pas encore en Wallonie.